# Nueva Plata
Nueva Plata es una localidad del partido de Pehuajó, provincia de Buenos Aires, Argentina. Ubicada al sureste de la ciudad cabecera del partido, distante 16 km.
Fue fundada por el senador Rafael Hernández en 1888.

## Población
Cuenta con 206 habitantes (Indec, 2010), lo que no representa cambio significativo frente a los 208 habitantes (Indec, 2001) del censo anterior.
| Gráfica de evolución demográfica de Nueva Plata entre 1980 y 2010 |
|                                                                   |
| Fuente: Censos nacionales del INDEC                               |